# Chemtrail
Chemtrail (od engl. chemical, 'kemikalija' + trail, 'trag, slijed') pogrešna je teorija urote koja dugotrajne kondenzacijske tragove ispušnih plinova mlaznih motora aviona opisuje kao po zdravlje štetne kemikalije koje određene interesne skupine ispuštaju iz različitih pobuda, kao što su kontrola vremena i ljudskih misli ili stvaranje potresa. Takozvani chemtrailovi različiti su od kondenzacijskih tragova kraćeg trajanja ne u smislu kemijskog sastava, već se zbog drukčijih atmosferskih uvjeta koji ne dopuštaju brzo isparavanje kondenzata. Analize kojima su pobornici teorije pokušali dokazati svoje uvjerenje znanstveno su nevaljane ili utemeljene na pogrešnim informacijama.
Mrežne stranice poput foruma i društvenih mreža, kao i razne radio-emisije, doprinijele su širenju ove teorije urote, unatoč ponavljanju znanstvenih institucija diljem svijeta da se ne radi o istinitom fenomenu.

## Etimologija
Naziv chemtrail kovanica je od engleskih riječi chemical, 'kemikalija' i trail, 'trag, slijed', a nastala je po uzoru na contrail, što je engleska skraćenica od condensation trail, kondenzacijski trag.

## Argumenti pobornika
Pobornici tvrde da zrakoplovi ne ostavljaju kondenzacijske tragove u normalnim uvjetima; smatraju da na visinama ispod oko 7000 m u vrijeme nekih proljetnih i jesenskih dana, a osobito ljetnih, tragovi ne bi smjeli dugo trajati, a ponekad čak uopće ne bi smjeli nastajati, jer smatraju da u tim uvjetima nije dovoljna temperatura za nastajanje običnih tragova, kojima je potrebna temperatura od 40 °C i dosta vlage, pri čemu neki samtraju kako se u datim uvjetima ne može postići ta temperatura. Osim 7000 m, neki propituju i visine iznad 10 000 m jer smatraju da se zbog prejakih sunčevih zraka kristalići leda ne mogu formirati. Neki pobornici spominju i čudno širenje tragova pri njihovu nestajanju i smatraju da navodna otkrića raznih teških metala i ostalih tvari u vodi i zemlji (na navodnim područjima gdje se dogodilo i sporno ispuštanje tragova) imaju isto veze s time.[nedostaje izvor]

## Protuargumenti
Argumenti pobornika nisu u skladu sa znanstvenim činjenicama vezanima za termodinamiku, dinamiku fluida i meteorološke fenomene. Kondenzacijski tragovi aviona mogu nastati na svim visinama, čak i bez mlaznih motora, a prvi su se pojavili pojavom brzih propelerskih aviona na većim visinama. Faktori koji utječu na njihovu pojavu i trajanje su međusobno vezani jednadžbama stanja, a uključuju temperaturu okolnog zraka, njegovu apsolutnu i relativnu vlažnost, tlak, temperaturu rosišta. Mogu se pojaviti i na rubovima krila vrlo brzih letjelica koje lete u zraku temperature bliske temperaturi rosišta.[nedostaje izvor]

## U Hrvatskoj
Godine 2010. tadašnja saborska zastupnica SDP-a Mirela Holy postavila je zastupničko pitanje premijerki Jadranki Kosor, u kojemu je izrazila zabrinutost zbog navodnih chemtrailova na nebu iznad Hrvatske navevši kako su primijećeni zrakoplovi koji lete u neuobičajenim formacijama, izvan uobičajenih ruta te na niskim visinama. Također je tvrdila da su neke neimenovane države provjeravale navodne chemtrailove i pronašle u njima »mnoge opasne bakterije koje napadaju respiratorni sistem, izazivaju infekcije krvi, upale pluća, mozga i srčanog mišića te patogeni mikroorganizmi, gljivice, neke vrste kvasaca, soli barija, aluminij, dibrometan te fibrozne filamente«, premda u konačnici nije navela o kojima je državama riječ niti koje je istraživanje u pitanju. Premijerka je odgovorila da su navedeni »chemtrailsi« vjerojatno »contrailsi«, uz znanstveno objašnjenje pojave contrailsa i napomenu da su »svi navodi temeljeni […] na laičkim uočavanjima«.

## Vanjske poveznice
- Smith, Wake; Wagner, Gernot. Stratospheric aerosol injection tactics and costs in the first 15 years of deployment. Environmental Research Letters. 13: 124001 (PDF)